# Lionel Logue
Lionel George Logue, CVO (Adelaide, 26 de fevereiro de 1880 — Londres, 12 de abril de 1953) foi um fonoaudiólogo australiano, famoso por ter ajudado o rei Jorge VI do Reino Unido com sua gagueira.

## Tratamento com Jorge VI

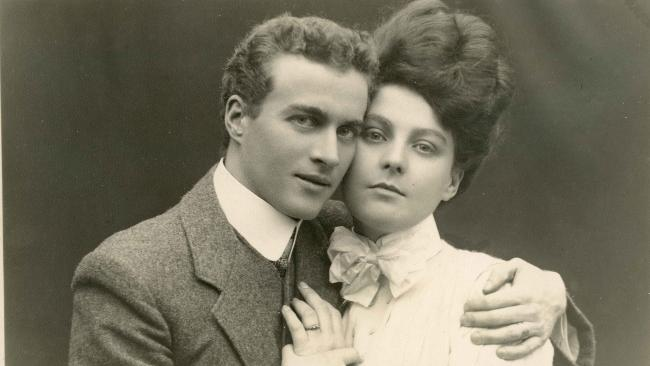
Lionel Logue com Myrtle Gruenert, durante o noivado, em 1906.

Antes de se tornar o rei George VI, o ainda Duque de Iorque, procurou Lionel Logue para tratar sua terrível gagueira que o impedia de falar em público. Jorge VI fez tratamento com Logue durante boa parte da década de 1930 e 1940, fazendo todos os dias exercícios musculares para melhorar a sua dicção. Logue foi muito importante na vida de Jorge VI, preparando-o para os discursos mais marcantes do seu reinado, como o da sua coroação e também aqueles que foram feitos durante a Segunda Guerra Mundial. Ele foi mais tarde condecorado com importantes títulos como a Real Ordem Vitoriana. Logue foi amigo de Jorge VI até a morte do rei em 1952.

## Na cultura popular
O neto de Logue, Mark, escreveu um livro com Peter Conradi, sobre o relacionamento do avô com o Duque de York, que mais tarde tornou-se Rei George VI, intitulado The King's Speech: How One Man Saved the British Monarchy.
Em 2010, essa relação foi adaptada para o cinema, com o filme The King's Speech. Logue foi interpretado por Geoffrey Rush. Em fevereiro de 2011, o filme ganhou quatro Oscars, incluindo o de melhor filme.